# Béthune (rzeka)
Béthune – rzeka we Francji, przepływająca przez teren departamentu Sekwana Nadmorska, o długości 61 km. Stanowi dopływ rzeki Arques.